# Джонсон, Айзейя (игрок в американский футбол, 1995)
Айзейя Джонсон (англ. Isaiah Johnson, 20 декабря 1995, Брайан, Техас) — профессиональный американский футболист, выступающий на позиции корнербека в клубе НФЛ «Лас-Вегас Рэйдерс».

## Биография
Айзейя Джонсон родился 20 декабря 1995 года в Брайане, штат Техас. Окончил старшую школу имени Джеймса Эрла Раддера. За футбольную команду школы играл на позициях сэйфти и принимающего, в выпускной год был признан самым ценным её игроком. Участвовал в соревнованиях по лёгкой атлетике, был призёром чемпионата штата в беге на 110 метров с барьерами. В 2014 году поступил в Хьюстонский университет.

### Любительская карьера
Первый сезон в колледже Джонсон провёл в статусе освобождённого игрока, тренировался с командой, но в играх не участвовал. В составе «Хьюстон Кугарс» дебютировал в 2015 году, два сезона играл ресивером, принял участие в 22 играх команды, набрал на приёме 208 ярдов. В 2017 году он перешёл на позицию корнербека, из двенадцати игр чемпионата пять начал в стартовом составе, всего сделал 45 захватов и два перехвата. В последний год в университете сыграл в одиннадцати матчах.

#### Статистика выступлений в NCAA
| Сезон | Команда        | Игры | Приём | Приём | Приём | Приём | Вынос | Вынос | Вынос | Вынос |
| Сезон | Команда        | Игры | Rec   | Yds   | Y/A   | TD    | Att   | Yds   | Y/A   | TD    |
| ----- | -------------- | ---- | ----- | ----- | ----- | ----- | ----- | ----- | ----- | ----- |
| 2015  | Хьюстон Кугарс | 11   | 6     | 43    | 7,2   | 0     | 0     | 0     | 0,0   | 0     |
| 2016  | Хьюстон Кугарс | 11   | 15    | 165   | 11,0  | 0     | 0     | 0     | 0,0   | 0     |
| Всего | Всего          | 22   | 21    | 208   | 9,9   | 0     | 0     | 0     | 0,0   | 0     |

| Сезон | Команда        | Игры | Захваты | Захваты | Захваты | Захваты | Захваты | Перехваты | Перехваты | Перехваты | Перехваты | Перехваты | Фамблы | Фамблы | Фамблы | Фамблы |
| Сезон | Команда        | Игры | Solo    | Ast     | Tot     | Loss    | Sk      | Int       | Yds       | Y/R       | TD        | PD        | FR     | Yds    | TD     | FF     |
| ----- | -------------- | ---- | ------- | ------- | ------- | ------- | ------- | --------- | --------- | --------- | --------- | --------- | ------ | ------ | ------ | ------ |
| 2016  | Хьюстон Кугарс | 11   | 4       | 0       | 4       | 0,0     | 0,0     | 0         | 0         | 0,0       | 0         | 0         | 0      | 0      | 0      | 0      |
| 2017  | Хьюстон Кугарс | 12   | 34      | 11      | 45      | 0,0     | 0,0     | 2         | 49        | 24,5      | 0         | 7         | 0      | 0      | 0      | 0      |
| 2018  | Хьюстон Кугарс | 11   | 50      | 16      | 66      | 2,0     | 0,0     | 2         | 45        | 22,5      | 0         | 5         | 0      | 0      | 0      | 0      |
| Всего | Всего          | 35   | 88      | 27      | 115     | 2,0     | 0,0     | 4         | 94        | 23,5      | 0         | 12        | 0      | 0      | 0      | 0      |

### Профессиональная карьера
В 2019 году Джонсон вышел на драфт НФЛ. Обозреватель сайта Bleacher Report Мэтт Миллер главным его достоинством называл физические данные и атлетизм, в том числе приобретённые благодаря занятиям лёгкой атлетикой. Минусами игрока были недостаток техники, небольшой опыт игры корнербеком, ошибки, допускаемые при игре в прикрытии в глубине поля.
В четвёртом раунде драфта под общим 129 номером Джонсон был выбран «Оклендом». В начале мая он подписал с клубом контракт. В начале сезона он получил сотрясение мозга и сломал кости лица. После восстановления Джонсон принял участие в пяти матчах команды, но сыграл менее двадцати снэпов в защите.

#### Статистика выступлений в НФЛ

##### Регулярный чемпионат
| Сезон | Команда        | Игры | Захваты | Захваты | Захваты | Захваты | Захваты | Перехваты | Перехваты | Перехваты | Перехваты | Перехваты | Фамблы | Фамблы | Фамблы | Фамблы |
| Сезон | Команда        | Игры | Solo    | Ast     | Tot     | Loss    | Sk      | Int       | Yds       | Y/R       | TD        | PD        | FR     | Yds    | TD     | FF     |
| ----- | -------------- | ---- | ------- | ------- | ------- | ------- | ------- | --------- | --------- | --------- | --------- | --------- | ------ | ------ | ------ | ------ |
| 2019  | Окленд Рэйдерс | 5    | 1       | 1       | 2       | 0       | 0,0     | 0         | 0         | 0,0       | 0         | 1         | 0      | 0      | 0      | 0      |
| Всего | Всего          | 5    | 1       | 1       | 2       | 0       | 0,0     | 0         | 0         | 0,0       | 0         | 1         | 0      | 0      | 0      | 0      |